# Kordax Rt.
A Kordax Rt. egy kőolajszármazékok kereskedelmével foglalkozó magyarországi vállalkozás volt. A Kordax köré fénykorában focicsapat és sajtótermékek is csoportosultak, a vállalat azonban nagyarányú adócsalásairól ismert. A Kordaxhoz fűződik Magyarország addigi történetének legnagyobb adócsalása.

## A vállalkozás története
A Kordax Rt.-t Kelemen Iván kisvállalkozó alapította, aki megvásárolta a Nívó Vegyesipari és Szolgáltató Kisszövetkezetből kivált egyik társaságot. A Ferromat Bt.-nek elkeresztelt vállalkozás adta a későbbi, csak 1991-ben megalapított Kordax alapjait. A Kordax szerencsejátékkal és vodka-kereskedelemmel kezdte tevékenységét, majd 1992-ben elkezdett kőolajszármazékokkal kereskedni. Kelemen felfigyelt egy lehetőségre, amellyel a kiforratlan jogszabályok és a piacgazdaság gyors térnyerésére felkészületlen hatóságok tehetetlenségét meglovagolva jelentős üzleti sikert érhet el. A társaság Oroszországból importált kőolajat Magyarországra. A beérkezett kőolajat a Kordax a MOL kőolajvezetékeinek segítségével szlovákiai finomítókba vitette és ott feldolgoztatta, majd a készterméket visszahozta Magyarországra. Ezért ugyan vámot kellett volna fizetni, ám a vállalat vezetői feltételezték, hogy a hatóság a zűrös gazdasági és jogi helyzetben nem lesz képes felismerni az import és a külföldön elvégeztetett finomítás közötti különbséget, így a vám megfizetése nélkül Magyarországra hozott feldolgozott terméket (üzemanyagot) jelentős árelőnnyel értékesíthetik a piacon. A vállalkozás így vámot kizárólag az oroszországi származású kőolaj után fizetett, a Szlovákiából importált benzinért már nem. A Kordax üzleti modellje már 1992-ben szemet szúrt a hatóságoknak, amelyeknek vezetői hosszas értelmező levelezésbe bonyolódtak egymással.
A Kordax mindeközben az egyik legjelentősebb magyarországi vállalkozássá növekedett. Saját médiabirodalom építésébe kezdett, amelynek olyan lapokban szerzett részesedést, mint a Nemzeti Sport, az Új Magyarország, vagy az egyik első magyarországi kereskedelmi tévé, az A3. Tulajdont szereztek a Röltex textilipari vállalatban és az Úttörő áruházban is. Előbb a vállalat nevét felvevő csepeli focicsapatot szponzorálta, majd kísérletet tett a Ferencváros labdarúgócsapatának megszerzésére is. Erre azonban már nem volt ideje, 1993 végére a vállalkozás fölött egyre komolyabb viharfelhők gyülekeztek, az állam pedig egyre nagyobb nyomással kívánta érvényesíteni adószedési igényét a Kordax-szal szemben.
Kelemen Iván korábban jó személyes kapcsolatot ápolt a politikai baloldal több személyiségével is, néhányukkal közös vállalkozást is alapítottak. A Kordax üzleti sikere érdekében Kelemen politikai kapcsolatait is mozgósította, így például az akkor még az MSZP-ben politizáló Csintalan Sándort. A szocialista párttal ápolt kapcsolat azonban nem védte meg a Kordaxot. Az APEH 1994-ben jelentős adóhiányt állapított meg a vállalatnál. Kelemen 1995 januárjában egy Horn Gyulának írt levelében kérte az akkori miniszterelnököt, hogy segítsen megállítani a vállalat tönkretételét. A vállalat ellen indított eljárás a levél ellenére tovább folytatódott, 1995 áprilisában a vámhatóság nyomozó hivatala megkezdte a Kordax elleni nyomozást. A nyomozás során megállapították, hogy a vállalat olyan mennyiségű üzemanyagot importált vám megfizetése nélkül Magyarországra, amennyi a finomítókba kiküldött nyersolajból a finomítás során semmiképpen sem volt kinyerhető, így a Kordax lényegében üzemanyagot csempészett az országba, ezen tevékenységét pedig ún. passzív bérmunkának álcázta. Ezt a gyanút erősítette meg az is, hogy a cég külföldi feldolgozói között akadt egy olyan szlovéniai finomító is, amelynek az alkalmazott technológiája nem is volt alkalmas a behozott üzemanyagtípus előállítására.
A bírósági per 1998-ban ért véget, a nem jogerős ítéletben a Kordaxnál 6,6 milliárd forint adóhiányt állapított meg. A bíróság ennek és kamatai megfizetésére kötelezte a Kordaxot, a teljes büntetés összege 10 milliárd forint volt. A vállalkozás ennek a büntetésnek a befizetésére azonban ekkor már képtelen lett volna, mivel a tulajdonosok teljesen kiürítették a felszámolás alá került céget. A másodfokú per 2000-ben zárult le, a bíróság ekkor már 20 milliárd forint megfizetésére kötelezte a vállalatot. A Kordax vállalat elleni adóelkerülési peren kívül zajlott egy per a cég vezetői ellen is.